# هالي بيلي
هالي بيلي هي مغنية وممثلة أمريكية ولدت في 27 مارس 2000.

## وصلات خارجية
- هالي بيلي (ممثلة أمريكية) على موقع IMDb (الإنجليزية)
- هالي بيلي (ممثلة أمريكية) على موقع ميتاكريتيك (الإنجليزية)
- هالي بيلي (ممثلة أمريكية) على موقع روتن توميتوز (الإنجليزية)
- هالي بيلي (ممثلة أمريكية) على موقع ألو سيني (الفرنسية)
- هالي بيلي (ممثلة أمريكية) على موقع ميوزك برينز (الإنجليزية)
- هالي بيلي (ممثلة أمريكية) على موقع أول موفي (الإنجليزية)
- هالي بيلي (ممثلة أمريكية) على موقع قاعدة بيانات الأفلام السويدية (السويدية)
- هالي بيلي (ممثلة أمريكية) على موقع أول ميوزيك (الإنجليزية)
- هالي بيلي (ممثلة أمريكية) على موقع ديسكوغز (الإنجليزية)
- هالي بيلي (ممثلة أمريكية) على موقع قاعدة بيانات الفيلم (الإنجليزية)